# 胡安格拉區
6°34′57″S 76°20′16″W / 6.5824°S 76.3379°W
胡安格拉區（西班牙語：Distrito de Juan Guerra），是秘魯的一個區，位於該國中北部聖馬丁大區的聖馬丁省，始建於1932年10月31日，面積196.5平方公里，海拔高度200米，2005年人口3,286，人口密度每平方公里17人。